# Mírová
Mírová (jusqu'en 1955 : Mnichov ; en allemand : Münchhof) est une commune du district et de la région de Karlovy Vary, en République tchèque. Sa population s'élevait à 321 habitants en 2021.

## Géographie
Mírová se trouve à 2 km à l'est de Chodov, à 8 km à l'ouest de Karlovy Vary et à 121 km à l'ouest-nord-ouest de Prague.
La commune est limitée par Božičany au nord, par Nová Role et Karlovy Vary à l'est, par Jenišov au sud-ouest, par Hory et Nové Sedlo au sud et par Chodov à l'ouest.

## Histoire
La première mention écrite de la localité date de 1437.